# Jürgen Thorwald
Jürgen Thorwald era el seudónimo del escritor, periodista e historiador alemán Heinz Bongartz (Solingen, Alemania, 28 de octubre de 1915 - Lugano, Suiza, 4 de abril de 2006), conocido por sus trabajos históricos sobre la medicina forense, y sobre la Segunda Guerra Mundial.
Bongartz utilizó el seudónimo Jürgen Thorwald a fin de trabajar sin inconvenientes durante la ocupación soviética de Alemania, al final de la guerra. En 1947, lo adoptó como nombre legal.
En su obra más conocida, El siglo de los Cirujanos (1956) traza la historia de la cirugía, desde los tiempos anteriores al uso de la anestesia, de la antisepsia y de la hemostasia, hasta mediados del siglo XX. 
Su libro El Siglo de la Investigación Criminal fue uno de los cinco nominados al Premio Edgar Allan Poe de 1966 en la categoría de Mejor Trabajo sobre Crimen Real, perdiendo contra A sangre fría de Truman Capote.